# Ivankivský rajón
Ivankivský rajón (ukrajinsky Іванківський район, Ivankivskyj rajon) byl okres (rajón) v Kyjevské oblasti na Ukrajině. Hlavním městem byl Ivankiv a rajón měl 29 441 obyvatel.

## Geografie
Rajón se nacházel na severu Kyjevské oblasti, na severu hraničil s Běloruskem a Poliským rajónem, na jihu s Vyšhorodským a Boroďanským rajónem a na západě s Žytomyrskou oblastí.
Mezi lety 1923–1988 rajón hraničil i s Černobylským rajónem, ten byl ale zrušen a přičleněn do rajónu.

## Historie
Rajón byl založen roku 1923. Po černobylské havárii do rajónu byl začleněn Černobylský rajón.
V roce 2020 byl rajón po administrativně-teritoriální reformě v červenci 2020 zrušen a byl přičleněn do Vyšhorodského rajónu.